# Uefa Conference League

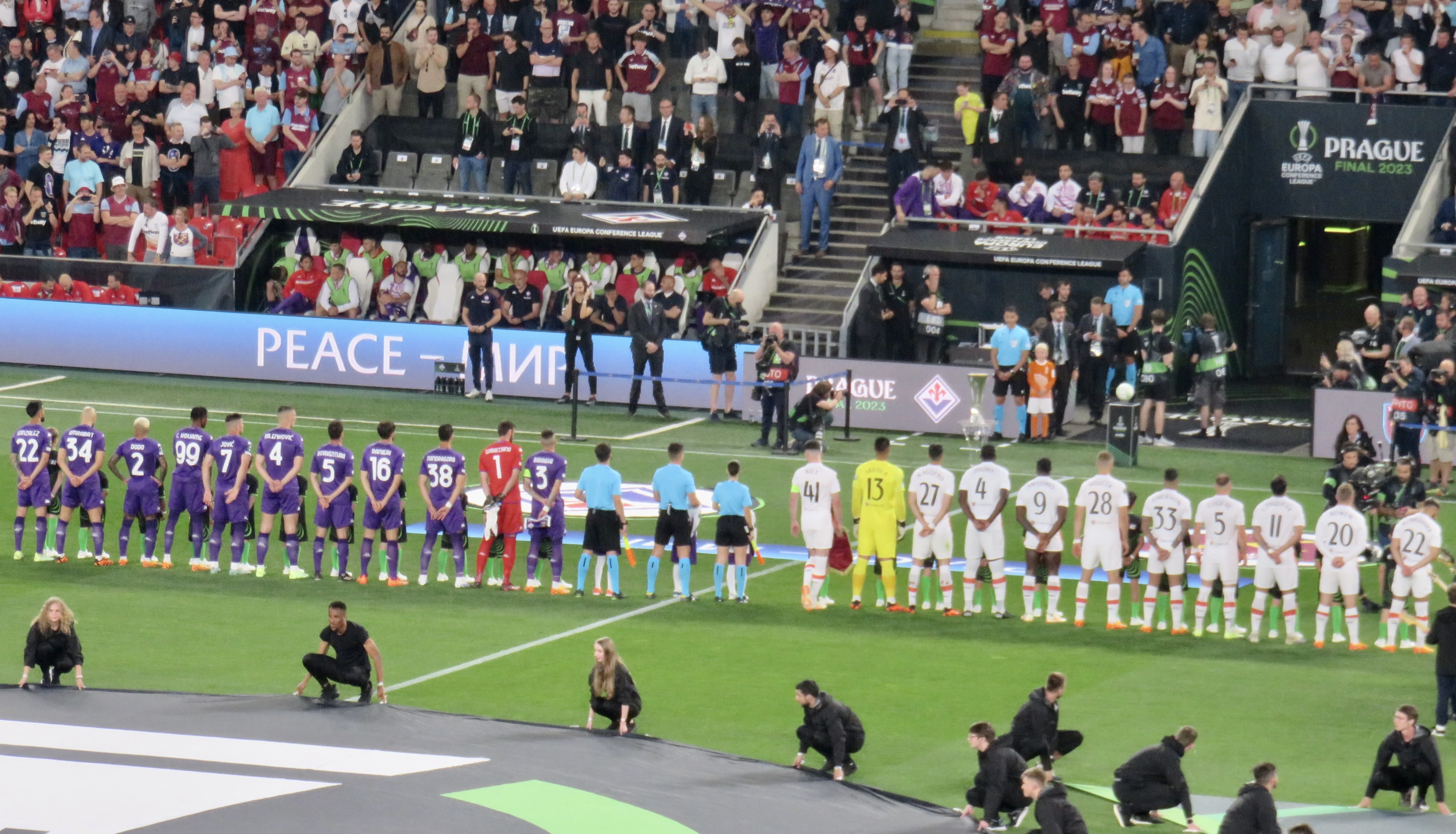
Inför Uefa Europa Conference League-finalen 2023 mellan West Ham United och Fiorentina på Fortuna Arena.

Uefa Conference League, tidigare kallad Uefa Europa Conference League, är den tredje högsta fotbollsturneringen för klubblag i Europa, under Uefa Champions League och Uefa Europa League. Turneringen, som arrangeras av Uefa varje säsong, spelades första gången säsongen 2021/22. Från och med säsongen 2024/25 ändrades namnet från Uefa Europa Conference League till Uefa Conference League.
Formatet, som har ändrats en gång genom åren, består av ett seriespel följt av ett slutspel. Före seriespelet är det flera kvalomgångar, även om vissa av klubbarna i seriespelet får en plats där efter att ha blivit utslagna i kvalspelet till Uefa Europa League. Lågt rankade länders klubbar måste spela upp till fyra kvalomgångar för att ta sig till seriespelet. Var olika klubbar går in i kvalet avgörs av ländernas Uefa-koefficient, som baseras på prestationerna i de europeiska cuperna under de fem säsonger som föregick den närmast föregående säsongen (för till exempel säsongen 2025/26 tog man alltså hänsyn till de fem säsongerna från och med 2019/20 till och med 2023/24).
När turneringen drog igång i början av 2020-talet var det dock gruppspel. Gruppspel avskaffades och ersattes av seriespel säsongen 2024/25.
Vinnaren av turneringen är garanterad en plats i nästföljande säsongs seriespel i Uefa Europa League.
Engelska klubbar har varit de mest framgångsrika genom åren med två finalvinster och inga finalförluster till och med 2025.

## Historia

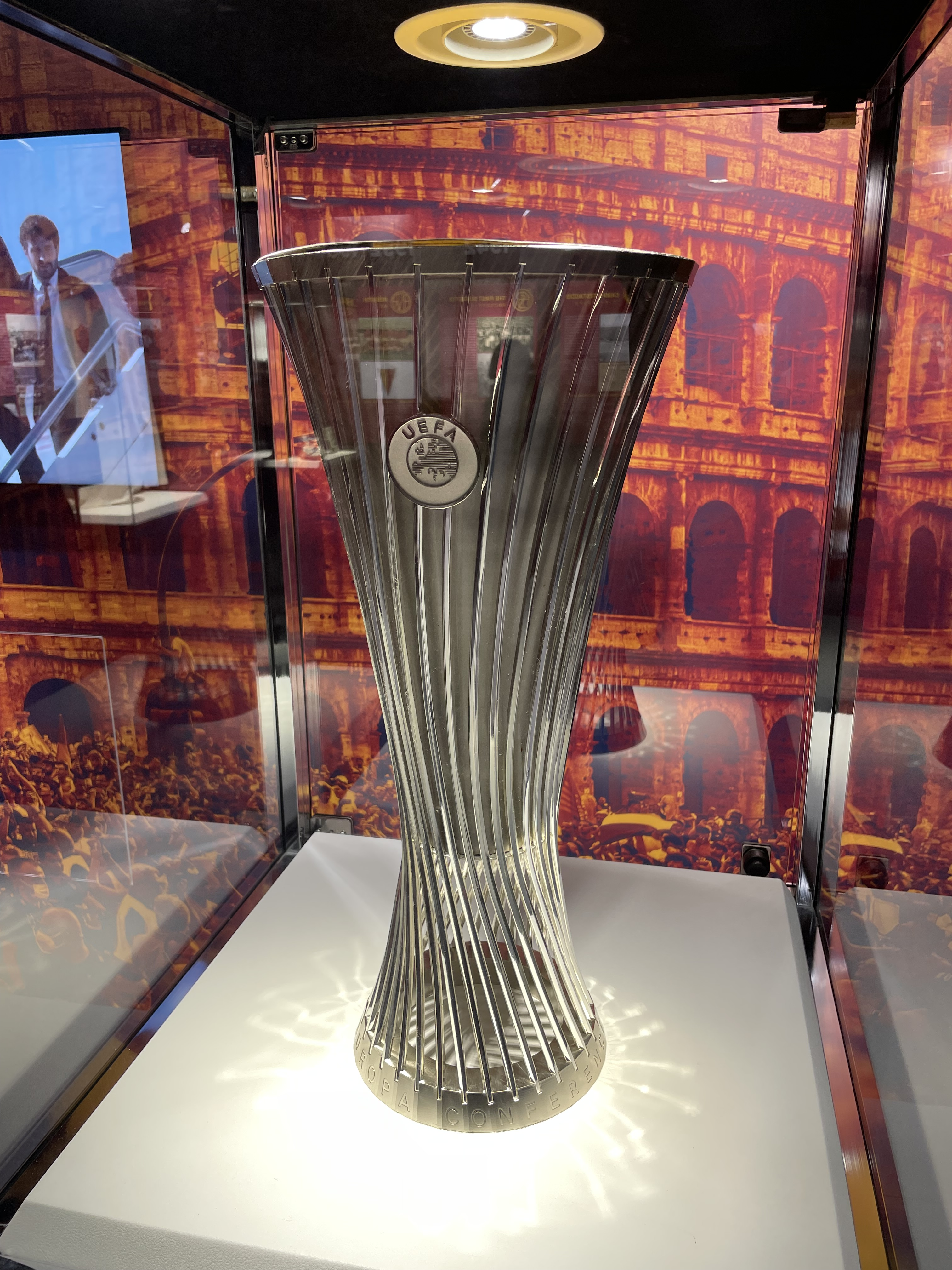
Uefa Conference Leagues pokal.

Under många år fram till och med säsongen 1998/99 fanns det tre stora europeiska klubblagsturneringar. Därefter lades Cupvinnarcupen ned och kvar fanns bara Uefa Champions League och Uefacupen (numera kallad Uefa Europa League), samt den mindre Intertotocupen. Den senare turneringen lades dock ned 2008.
Uefa övervägde redan 2015 att införa en ny tredje klubblagsturnering under de två existerande. Syftet var att ge klubbar från lägre rankade länder och klubbar som i ett tidigt skede åkte ut i kvalet till de två högre turneringarna fler möjligheter att spela i Europa. Tre år senare rapporterades det att turneringen hade fått "grönt ljus", men ännu inte godkänts av Uefas exekutivkommitté.
Den 2 december 2018 kom det officiella beskedet från Uefa att man hade beslutat att starta en tredje klubblagsturnering, vilken skulle dra igång säsongen 2021/22. Turneringen, som vid denna tidpunkt hade arbetsnamnet Uefa Europa League 2, skulle ha ett gruppspel med 32 klubbar, indelade i åtta grupper med vardera fyra klubbar, och omfatta 141 matcher. Ettorna i varje grupp kvalificerade sig direkt för åttondelsfinal, medan tvåorna och de klubbar som kom trea i sin grupp i Uefa Europa Leagues gruppspel gjorde upp i dubbelmöten om de åtta kvarvarande platserna. Klubbar från minst 34 länder skulle i och med införandet av den nya turneringen vara garanterade att få spela gruppspelsmatcher i någon av de europeiska cuperna, en ökning från 26. Beslutet innebar samtidigt stora förändringar avseende Uefa Europa League, bland annat att gruppspelet minskades från 48 klubbar till 32. Uefas president Aleksander Čeferin menade att införandet av den nya turneringen gjorde Uefas klubblagsturneringar mer inkluderande än någonsin med fler matcher för fler klubbar och med fler länder representerade i gruppspelen.
Kritiker menade dock att införandet av den nya turneringen skulle vidga gapet mellan rika och mindre rika klubbar när klubbar från länder rankade som nummer 16 och nedåt (med undantag av ligamästarna) var utestängda från spel i den mer pengastinna Uefa Europa League och i stället var hänvisade till spel mot mer eller mindre okända klubbar i Uefa Europa Conference League. Mycket av kritiken tystnade dock när det visade sig att prispengarna blev större än man trott.
Turneringens ursprungliga namn Uefa Europa Conference League offentliggjordes den 24 september 2019 medan turneringens logotyp och pokal presenterades den 24 maj 2021.
Det första målet i turneringens historia gjordes den 6 juli 2021 av Christ Ememe Evo för maltesiska Mosta och det första målet i gruppspelet gjordes av Stipe Perica för israeliska Maccabi Tel Aviv den 14 september samma år. Turneringens första mästare blev italienska Roma.
Den 28 juni 2023 beslutade Uefa att byta namn på turneringen till Uefa Conference League från och med säsongen 2024/25. Till samma säsong, efter bara tre års existens, genomgick turneringen en stor förändring. Då avskaffades gruppspelet till förmån för ett seriespel med 36 klubbar, fyra fler än antalet som hade varit med i gruppspelet. Med så många klubbar i en serie var det inte möjligt för alla klubbar att möta alla de andra, utan det bestämdes att klubbarna skulle spela sex matcher mot sex olika motståndare, vilka lottades fram. De åtta bästa klubbarna i serien kvalificerade sig direkt för åttondelsfinal, medan klubbarna på plats 9–24 gjorde upp i dubbelmöten om de åtta kvarvarande platserna.

## Format
Normalt sett är det totalt 171 klubbar som deltar i turneringen, varav 16 kommer från Uefa Champions League och 42 kommer från Uefa Europa League. Turneringen består av tre delar – kvalspel, seriespel och slutspel.

### Kvalspel
Turneringen inleds med ett kvalspel till seriespelet. Kvalspelet består av två delar – en för icke-mästare (main path), som består av fyra omgångar, och en för ligamästare som åkt ur kvalspelet till Uefa Champions Leagues eller Uefa Europa Leagues seriespel (champions path), som består av tre omgångar. I kvalspelet deltar normalt sett totalt 159 klubbar som slåss om 24 platser i seriespelet, varav 19 når dit via main path och fem via champions path.
När klubbarna går in i kvalspelet avgörs av ländernas Uefa-koefficient, som baseras på prestationerna i de europeiska cuperna under de fem säsonger som föregick den närmast föregående säsongen.
I varje kvalomgång delas klubbarna in i två lika stora halvor – en seedad och en oseedad. Seedningen baseras på klubbarnas Uefa-koefficient, som baseras på prestationerna i de europeiska cuperna under de fem närmast föregående säsongerna. Det finns möjlighet att vid behov dela in klubbarna i mindre grupper med lika många seedade och oseedade klubbar. Därefter lottas en seedad klubb att möta en oseedad. Två klubbar från samma land får inte mötas i kvalspelet.
Varje möte i kvalspelet består av ett dubbelmöte hemma/borta där den klubb som sammanlagt gör flest mål går vidare till nästa omgång. Om båda klubbarna sammanlagt gör lika många mål (bortamålsregeln tillämpas inte) blir det förlängning. Om inga mål görs i förlängningen eller om båda klubbarna gör lika många mål blir det till slut ett avgörande via straffsparksläggning.
Kvalspelet består av fyra omgångar enligt följande grundschema:
- Första kvalomgången (58 klubbar)
  - Cupmästarna från länder rankade 39–55 (17 klubbar)
  - Ligatvåorna från länder rankade 34–55 (utom Liechtenstein) (21 klubbar)
  - Ligatreorna från länder rankade 30–50 (utom Liechtenstein) (20 klubbar)
- Andra kvalomgången (104 klubbar varav 75 nytillkomna)
  - Main path (88 klubbar varav 59 nytillkomna)
    - Vinnarna i första kvalomgången (29 klubbar)
    - Cupmästarna från länder rankade 34–38 (5 klubbar)
    - Ligatvåorna från länder rankade 16–33 (18 klubbar)
    - Ligatreorna från länder rankade 13–29 (17 klubbar)
    - Ligafyrorna från länder rankade 7–15 (9 klubbar)
    - Ligafemman från land rankat 6 (1 klubb)
    - Förlorarna i första kvalomgångens main path till Uefa Europa Leagues seriespel (9 klubbar)

  - Champions path (16 klubbar varav 16 nytillkomna)
    - Förlorarna i första kvalomgångens champions path till Uefa Champions Leagues seriespel (16 klubbar)
- Tredje kvalomgången (60 klubbar varav 8 nytillkomna)
  - Main path (52 klubbar varav 8 nytillkomna)
    - Vinnarna i andra kvalomgången (44 klubbar)
    - Förlorarna i andra kvalomgångens main path till Uefa Europa Leagues seriespel (8 klubbar)

  - Champions path (8 klubbar varav 0 nytillkomna)
    - Vinnarna i andra kvalomgången (8 klubbar)
- Playoffomgången (48 klubbar varav 18 nytillkomna)
  - Main path (38 klubbar varav 12 nytillkomna)
    - Vinnarna i tredje kvalomgången (26 klubbar)
    - Ligasexorna i länder rankade 1–5 (mästaren av Ligacupen för England) (5 klubbar)
    - Förlorarna i tredje kvalomgångens main path till Uefa Europa Leagues seriespel (7 klubbar)

  - Champions path (10 klubbar varav 6 nytillkomna)
    - Vinnarna i tredje kvalomgången (4 klubbar)
    - Förlorarna i tredje kvalomgångens champions path till Uefa Europa Leagues seriespel (6 klubbar)

Om man i stället ser kvalspelet ur de deltagande ländernas synvinkel ser grundschemat ut så här:
- Länder rankade 1–5
  - Ligasexorna (mästaren av Ligacupen för England) går in i playoffomgången
- Land rankat 6
  - Ligafemman går in i andra kvalomgången
- Länder rankade 7–12
  - Ligafyrorna går in i andra kvalomgången
- Länder rankade 13–15
  - Ligatreorna går in i andra kvalomgången
  - Ligafyrorna går in i andra kvalomgången
- Länder rankade 16–29
  - Ligatvåorna går in i andra kvalomgången
  - Ligatreorna går in i andra kvalomgången
- Länder rankade 30–33
  - Ligatvåorna går in i andra kvalomgången
  - Ligatreorna går in i första kvalomgången
- Länder rankade 34–38
  - Cupmästarna går in i andra kvalomgången
  - Ligatvåorna går in i första kvalomgången
  - Ligatreorna går in i första kvalomgången
- Länder rankade 39–50
  - Cupmästarna går in i första kvalomgången
  - Ligatvåorna går in i första kvalomgången (utom Liechtenstein)
  - Ligatreorna går in i första kvalomgången (utom Liechtenstein)
- Länder rankade 51–55
  - Cupmästarna går in i första kvalomgången
  - Ligatvåorna går in i första kvalomgången

### Seriespel

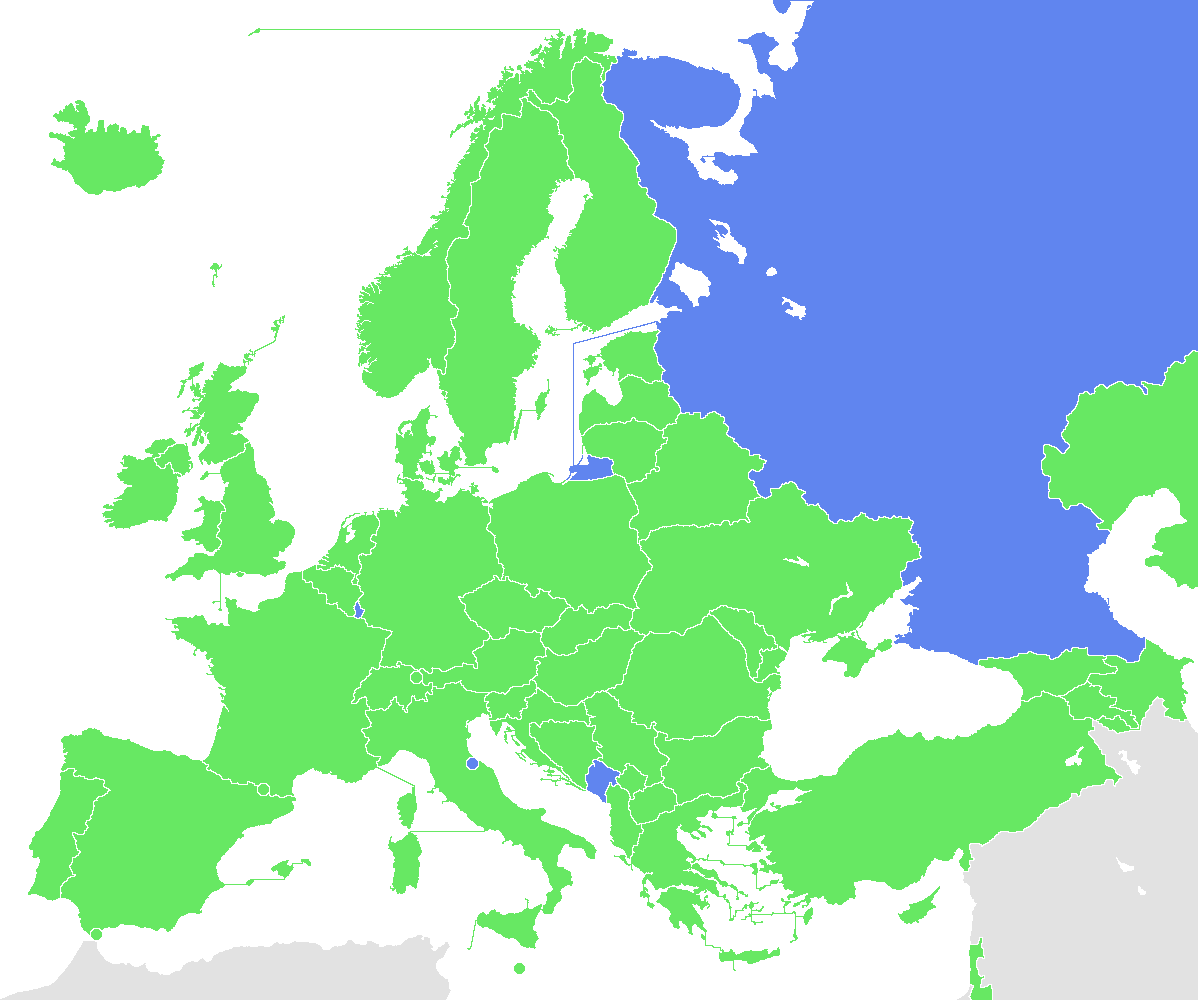
Karta som visar vilka länder som haft klubbar i Uefa Conference Leagues grupp- eller seriespel (grönt) och vilka länder som inte haft det (blått).

I seriespelet deltar 36 klubbar som kvalificerat sig på följande sätt:
- Från kvalspelet (24 klubbar)
  - Vinnarna i playoffomgångens main path (19 klubbar)
  - Vinnarna i playoffomgångens champions path (5 klubbar)
- Direktkvalificerade (12 klubbar)
  - Förlorarna i playoffomgången till Uefa Europa Leagues seriespel (12 klubbar)

De 36 klubbarna delas inför lottningen in i sex seedningsgrupper med sex klubbar vardera efter klubbarnas Uefa-koefficienter. Under lottningen ser en dator till att varje klubb slumpmässigt tilldelas en motståndare från varje seedningsgrupp samt att en av motståndarna från seedningsgrupp 1–2 möts på hemmaplan och den andra på bortaplan, att en av motståndarna från seedningsgrupp 3–4 möts på hemmaplan och den andra på bortaplan och att en av motståndarna från seedningsgrupp 5–6 möts på hemmaplan och den andra på bortaplan. I princip får inte två klubbar från samma land mötas och en klubb får inte möta fler än två klubbar från ett och samma land, men avsteg från dessa principer kan göras vid behov. Varje klubb spelar därmed sex matcher mot sex olika motståndare, tre hemma och tre borta. I princip spelar ingen klubb mer än två hemma- eller bortamatcher i rad och varje klubb spelar en hemma- och en bortamatch i de första två omgångarna och i de sista två omgångarna, men avsteg från dessa principer kan göras vid behov. Vinst ger tre poäng, oavgjort ger en poäng och förlust ger noll poäng.
Om två eller fler klubbar hamnar på samma poäng efter det att seriespelet är färdigspelat rankas de efter följande kriterier:
1. Bäst målskillnad
2. Flest gjorda mål
3. Flest gjorda mål på bortaplan
4. Flest vinster
5. Flest vinster på bortaplan
6. Flest poäng som de sex motståndarna tagit sammanlagt
7. Bäst målskillnad för de sex motståndarna sammanlagt
8. Flest gjorda mål av de sex motståndarna sammanlagt
9. Lägst bestraffningspoäng (rött kort ger tre poäng, gult kort ger en poäng, två gula kort i samma match ger tre poäng)
10. Högst Uefa-koefficient

De åtta högst placerade klubbarna i seriespelet går direkt till åttondelsfinal, medan de 16 klubbarna på plats 9–24 går till slutspelets playoffomgång. För klubbarna på plats 25–36 är säsongens europaspel över.

### Slutspel
Efter seriespelet vidtar slutspelet, där turneringens mästare utses. De 24 klubbar som deltar i slutspelet rankas efter vilken slutplacering de hade i seriespelet. Inför lottningen av den första slutspelsomgången, kallad playoffomgången, som klubbarna på plats 1–8 i seriespelet står över, delas klubbarna in i fyra seedade par (klubbarna på plats 9–10, 11–12, 13–14 och 15–16) och fyra oseedade par (klubbarna på plats 17–18, 19–20, 21–22 och 23–24). Klubbarna på plats 9–10 lottas att möta någon av klubbarna på plats 23–24, klubbarna på plats 11–12 lottas att möta någon av klubbarna på plats 21–22, klubbarna på plats 13–14 lottas att möta någon av klubbarna på plats 19–20 och klubbarna på plats 15–16 lottas att möta någon av klubbarna på plats 17–18. I princip spelar de seedade klubbarna returmatcherna på hemmaplan.
Inför lottningen av nästa omgång, åttondelsfinalerna, delas klubbarna på plats 1–8 i seriespelet in i fyra seedade par (klubbarna på plats 1–2, 3–4, 5–6 och 7–8). Klubbarna placeras in i slutspelsträdet så att klubbarna på plats 1–2 får möta vinnarna av matcherna mellan klubbarna på plats 15–16 och 17–18, klubbarna på plats 3–4 får möta vinnarna av matcherna mellan klubbarna på plats 13–14 och 19–20, klubbarna på plats 5–6 får möta vinnarna av matcherna mellan klubbarna på plats 11–12 och 21–22 och klubbarna på plats 7–8 får möta vinnarna av matcherna mellan klubbarna på plats 9–10 och 23–24. I princip spelar de seedade klubbarna returmatcherna på hemmaplan.
Det fortsatta slutspelsträdet, omfattande kvartsfinaler, semifinaler och final, är utformat så att de högst placerade klubbarna i seriespelet möts så sent som möjligt om de går vidare. Klubbarna på plats 1 och 2 kan till exempel tidigast mötas i finalen. I kvartsfinalerna och semifinalerna lottas det vilka klubbar som spelar returmatcherna på hemmaplan.
Ändringar av lottningsreglerna i slutspelet som de beskrivits ovan kan göras vid behov.
Varje möte i slutspelet utom finalen avgörs på samma sätt som i kvalspelet, alltså i ett dubbelmöte hemma/borta där den klubb som sammanlagt gör flest mål går vidare till nästa omgång och där det vid lika ställning efter två matcher följer förlängning och, vid behov, straffsparksläggning. Om omständigheterna kräver det kan ett möte dock avgöras genom en enda match.
Finalen avgörs genom en enda match på en i förväg bestämd neutral arena. Om resultatet är oavgjort vid full tid vidtar förlängning och, vid behov, straffsparksläggning.
Klubben som vinner Uefa Conference League är garanterad en plats i nästföljande säsongs seriespel i Uefa Europa League.

## Finalresultat
En asterisk (*) bredvid en klubbs namn betyder att klubben först deltog i Uefa Champions League eller Uefa Europa League (inklusive kval) den säsongen.
| Säsong  | Vinnare         | Resultat   | Förlorare  | Arena                       | Anmärkning |
| ------- | --------------- | ---------- | ---------- | --------------------------- | --- |
| 2021/22 | Roma            | 1–0        | Feyenoord  | Air Albania Stadium, Tirana | Första finalen med en italiensk klubb. Första finalen med en nederländsk klubb.                               |
| 2022/23 | West Ham United | 2–1        | Fiorentina | Fortuna Arena, Prag         | Första finalen med en engelsk klubb.                                                                          |
| 2023/24 | Olympiakos*     | 1–0 (e.f.) | Fiorentina | OPAP Arena, Néa Filadélfeia | Första finalen med en grekisk klubb. Första finalen att gå till förlängning.                                  |
| 2024/25 | Chelsea         | 4–1        | Real Betis | Stadion Miejski, Wrocław    | Första finalen med en spansk klubb. Chelsea blev första klubb att vinna alla de fem stora europeiska cuperna. |

## Finaler per klubb
Nedanstående tabell presenterar det sammanlagda antalet finalvinster och -förluster per klubb av Uefa Europa Conference League och Uefa Conference League.
| Nr | Klubb           | Vinster | Förluster | Vinstår | Förlustår  |
| -- | --------------- | ------- | --------- | ------- | ---------- |
| 1  | Roma            | 1       | 0         | 2022    | -          |
| 1  | West Ham United | 1       | 0         | 2023    | -          |
| 1  | Olympiakos      | 1       | 0         | 2024    | -          |
| 1  | Chelsea         | 1       | 0         | 2025    | -          |
| 5  | Fiorentina      | 0       | 2         | -       | 2023, 2024 |
| 6  | Feyenoord       | 0       | 1         | -       | 2022       |
| 6  | Real Betis      | 0       | 1         | -       | 2025       |

## Finaler per land
Nedanstående tabell presenterar det sammanlagda antalet finalvinster och -förluster per land av Uefa Europa Conference League och Uefa Conference League.
| Nr | Land          | Vinster | Förluster | Vinstår    | Förlustår  |
| -- | ------------- | ------- | --------- | ---------- | ---------- |
| 1  | England       | 2       | 0         | 2023, 2025 | -          |
| 2  | Italien       | 1       | 2         | 2022       | 2023, 2024 |
| 3  | Grekland      | 1       | 0         | 2024       | -          |
| 4  | Nederländerna | 0       | 1         | -          | 2022       |
| 4  | Spanien       | 0       | 1         | -          | 2025       |

## Maratontabell
Nedanstående tabeller presenterar de tio främsta klubbarna i Uefa Europa Conference Leagues och Uefa Conference Leagues historia (inklusive kvalomgångar). Klubbar som spelar i Uefa Conference League säsongen 2025/26 markeras med fet stil.
Vid två poäng för vinst
| Nr | Klubb            | S  | V  | O  | F  | GM  | IM | MS  | P  |
| -- | ---------------- | -- | -- | -- | -- | --- | -- | --- | -- |
| 1  | Gent             | 54 | 29 | 9  | 16 | 95  | 55 | +40 | 67 |
| 2  | Fiorentina       | 45 | 24 | 13 | 8  | 100 | 56 | +44 | 61 |
| 3  | Maccabi Tel Aviv | 34 | 20 | 8  | 6  | 61  | 31 | +30 | 48 |
| 4  | FK Bodø/Glimt    | 34 | 19 | 9  | 6  | 69  | 37 | +32 | 47 |
| 5  | AZ               | 36 | 21 | 5  | 10 | 62  | 38 | +24 | 47 |
| 6  | Basel            | 36 | 19 | 8  | 9  | 65  | 44 | +21 | 46 |
| 7  | Djurgårdens IF   | 34 | 20 | 4  | 10 | 57  | 38 | +19 | 44 |
| 8  | PAOK             | 34 | 18 | 7  | 9  | 55  | 34 | +21 | 43 |
| 9  | FC Köpenhamn     | 30 | 17 | 5  | 8  | 65  | 36 | +29 | 39 |
| 10 | Legia Warszawa   | 30 | 17 | 4  | 9  | 64  | 40 | +24 | 38 |

Vid tre poäng för vinst
| Nr | Klubb            | S  | V  | O  | F  | GM  | IM | MS  | P  |
| -- | ---------------- | -- | -- | -- | -- | --- | -- | --- | -- |
| 1  | Gent             | 54 | 29 | 9  | 16 | 95  | 55 | +40 | 96 |
| 2  | Fiorentina       | 45 | 24 | 13 | 8  | 100 | 56 | +44 | 85 |
| 3  | Maccabi Tel Aviv | 34 | 20 | 8  | 6  | 61  | 31 | +30 | 68 |
| 4  | AZ               | 36 | 21 | 5  | 10 | 62  | 38 | +24 | 68 |
| 5  | Bodø             | 34 | 19 | 9  | 6  | 69  | 37 | +32 | 66 |
| 6  | Basel            | 36 | 19 | 8  | 9  | 65  | 44 | +21 | 65 |
| 7  | Djurgårdens IF   | 34 | 20 | 4  | 10 | 57  | 38 | +19 | 64 |
| 8  | PAOK             | 34 | 18 | 7  | 9  | 55  | 34 | +21 | 61 |
| 9  | FC Köpenhamn     | 30 | 17 | 5  | 8  | 65  | 36 | +29 | 56 |
| 10 | Legia Warszawa   | 30 | 17 | 4  | 9  | 64  | 40 | +24 | 55 |

## Flest matcher
Nedanstående tabell presenterar de tio främsta spelarna när det gäller antalet matcher i Uefa Europa Conference Leagues och Uefa Conference Leagues historia (inklusive kvalomgångar). Spelare som är aktiva i något av Uefas medlemsländer markeras med fet stil.
| Nr | Spelare              | Matcher | År        | Klubb(ar)                                   |
| -- | -------------------- | ------- | --------- | ------------------------------------------- |
| 1  | Sven Kums            | 46      | 2021–     | Gent (46)                                   |
| 2  | Rolando Mandragora   | 43      | 2022–     | Fiorentina (43)                             |
| 3  | Hong Hyun-seok       | 39      | 2021–     | LASK Linz (12), Gent (27)                   |
| 4  | Matisse Samoise      | 38      | 2021–     | Gent (38)                                   |
| 4  | Ibrahim Traoré       | 38      | 2021–2024 | Slavia Prag (22), Viktoria Plzeň (16)       |
| 6  | Pantelis Hatzidiakos | 37      | 2021–     | AZ (28), FC Köpenhamn (9)                   |
| 7  | Davy Roef            | 35      | 2021–     | Gent (35)                                   |
| 8  | Hugo Vetlesen        | 34      | 2021–     | FK Bodø/Glimt (18), Club Brugge (16)        |
| 9  | Cristiano Biraghi    | 33      | 2022–     | Fiorentina (33)                             |
| 9  | Jordy Clasie         | 33      | 2021–     | AZ (33)                                     |
| 9  | Julien De Sart       | 33      | 2021–2024 | Gent (33)                                   |
| 9  | Patryk Kun           | 33      | 2021–     | Raków Częstochowa (12), Legia Warszawa (21) |
| 9  | Brede Moe            | 33      | 2021–     | FK Bodø/Glimt (33)                          |
| 9  | Michał Skóraś        | 33      | 2022–     | Lech Poznań (18), Club Brugge (15)          |

## Flest mål
Nedanstående tabell presenterar de tio främsta målskyttarna i Uefa Europa Conference Leagues och Uefa Conference Leagues historia (inklusive kvalomgångar). Spelare som är aktiva i något av Uefas medlemsländer markeras med fet stil.
| Nr | Spelare           | Mål | Matcher | Målsnitt | År        | Klubb(ar)                      |
| -- | ----------------- | --- | ------- | -------- | --------- | ------------------------------ |
| 1  | Arthur Cabral     | 21  | 28      | 0,75     | 2021–2023 | Basel (13), Fiorentina (8)     |
| 2  | Eran Zahavi       | 19  | 24      | 0,79     | 2022–2024 | PSV (4), Maccabi Tel Aviv (15) |
| 3  | Hugo Cuypers      | 16  | 22      | 0,73     | 2022–2023 | Gent (16)                      |
| 3  | Vangelis Pavlidis | 16  | 31      | 0,52     | 2021–     | AZ (16)                        |
| 5  | Ricardo Gomes     | 14  | 24      | 0,58     | 2021–2023 | Partizan (14)                  |
| 5  | Gift Orban        | 14  | 16      | 0,88     | 2023–     | Gent (14)                      |
| 7  | Amahl Pellegrino  | 13  | 27      | 0,48     | 2021–2023 | FK Bodø/Glimt (13)             |
| 8  | Ayoub El Kaabi    | 11  | 9       | 1,22     | 2024–     | Olympiakos (11)                |
| 8  | Luis Sinisterra   | 11  | 18      | 0,61     | 2021–     | Feyenoord (11)                 |
| 10 | Cyriel Dessers    | 10  | 13      | 0,77     | 2021–     | Feyenoord (10)                 |
| 10 | Kevin Diks        | 10  | 27      | 0,37     | 2021–     | FC Köpenhamn (10)              |
| 10 | Nicolás González  | 10  | 26      | 0,38     | 2022–     | Fiorentina (10)                |
| 10 | Meriton Korenica  | 10  | 24      | 0,42     | 2022–     | Ballkani (8), Cluj (2)         |
| 10 | Andrija Živković  | 10  | 31      | 0,32     | 2021–     | PAOK (10)                      |

## Utmärkelser

### Säsongens spelare
Nedanstående tabell presenterar de spelare som utsetts till säsongens spelare i Uefa Europa Conference Leagues och Uefa Conference Leagues historia.
| Säsong  | Spelare            | Position    | Klubb           | Källa  |
| ------- | ------------------ | ----------- | --------------- | ------ |
| 2021/22 | Lorenzo Pellegrini | Mittfältare | Roma            | [ 34 ] |
| 2022/23 | Declan Rice        | Mittfältare | West Ham United | [ 35 ] |
| 2023/24 | Ayoub El Kaabi     | Anfallare   | Olympiakos      | [ 36 ] |
| 2024/25 | Isco               | Mittfältare | Real Betis      | [ 37 ] |

### Säsongens unga spelare
Nedanstående tabell presenterar de spelare som utsetts till säsongens unga spelare i Uefa Europa Conference Leagues och Uefa Conference Leagues historia.
| Säsong  | Spelare          | Position    | Klubb       | Källa  |
| ------- | ---------------- | ----------- | ----------- | ------ |
| 2021/22 | Luis Sinisterra  | Anfallare   | Feyenoord   | [ 38 ] |
| 2022/23 | Andy Diouf       | Mittfältare | Basel       | [ 39 ] |
| 2023/24 | Igor Thiago      | Anfallare   | Club Brugge | [ 40 ] |
| 2024/25 | Tobias Gulliksen | Mittfältare | Djurgården  | [ 41 ] |

## Prispengar
Alla klubbar som deltar i Uefa Conference League erhåller prispengar av Uefa. Dessa består dels av förutbestämda belopp och dels av belopp som varierar beroende på klubbarnas Uefa-koefficienter och värdet av deras länders TV-marknader.
För säsongen 2025/26 ser de förutbestämda beloppen ut på följande sätt:
- Klubbar som åker ut i första kvalomgången: 175 000 euro + 150 000 euro
- Klubbar som åker ut i andra kvalomgången: 175 000 euro per omgång som de spelade i + 350 000 euro
- Klubbar som åker ut i tredje kvalomgången: 175 000 euro per omgång som de spelade i + 550 000 euro
- Klubbar som åker ut i kvalspelets playoffomgång: 175 000 euro per omgång som de spelade i + 750 000 euro
- Klubbar som går vidare i kvalspelets playoffomgång: 175 000 euro per omgång som de spelade i
- Klubbar som når seriespelet: 3 170 000 euro
- Vinst i seriespelet: 400 000 euro
- Oavgjort i seriespelet: 133 000 euro
- Klubben på plats 1 i seriespelet: 36 andelar à 28 000 euro (1 008 000 euro), klubben på plats 2 i seriespelet: 35 andelar à 28 000 euro (980 000 euro), klubben på plats 3 i seriespelet: 34 andelar à 28 000 euro (952 000 euro) och så vidare ned till klubben på plats 36 i seriespelet: 1 andel à 28 000 euro (värdet av andelen ökar för varje oavgjord match i seriespelet, då det vid oavgjort resultat betalas ut 133 000 euro mindre än vid vinst för endera klubben, och dessa "sparade" pengar går in i denna pott)
- Klubbar på plats 1–8 i seriespelet: 400 000 euro
- Klubbar på plats 9–16 i seriespelet: 200 000 euro
- Klubbar som når slutspelets playoffomgång: 200 000 euro
- Klubbar som når åttondelsfinalerna: 800 000 euro
- Klubbar som når kvartsfinalerna: 1 300 000 euro
- Klubbar som når semifinalerna: 2 500 000 euro
- Klubbar som når finalen: 4 000 000 euro
- Klubben som vinner finalen: 3 000 000 euro

Dessutom fördelas 57 000 000 euro till klubbarna som når seriespelet enligt en invecklad beräkningsmodell, där man tar hänsyn till hur mycket TV-bolagen i de europeiska och icke-europeiska länderna betalar för sändningsrättigheterna och även till klubbarnas Uefa-koefficienter.
Dessutom får ligamästare som inte kvalificerade sig för seriespel i någon av Uefa Champions League, Uefa Europa League eller Uefa Conference League ytterligare 260 000 euro.
Som jämförelse kan nämnas att klubbar som når seriespelet i Uefa Champions League får 18 620 000 euro och klubbar som når seriespelet i Uefa Europa League får 4 310 000 euro. I dessa turneringar utgör dock de förutbestämda beloppen en mindre andel av de totala prispengarna.

## TV-sändningar
Ursprungligen förvärvades de svenska sändningsrättigheterna till Uefa Europa Conference League av NENT Group, som visade alla matcherna från gruppspelet och framåt i strömningstjänsten Viaplay och dessutom vissa matcher på TV (Viasat, TV3 och TV6).
Tre år senare, inför säsongen 2024/25 med dess nya format och namnändringen till Uefa Conference League, köpte Walt Disney Company sändningsrättigheterna i Sverige för tre säsonger. Matcherna visades i strömningstjänsten Disney+.